# Natal'ja Vieru
Natal'ja Stanislavovna Vieru (in russo Наталья Станиславовна Виеру?; Kišinev, 25 luglio 1989) è un'ex cestista russa.

## Carriera
Con la Russia ha disputato i Giochi olimpici di Londra 2012, i Campionati mondiali del 2010 e quattro edizioni dei Campionati europei (2013, 2015, 2017, 2019).